# Leona de Cramond
La Leona de Cramond es una escultura de época romana descubierta en el año 1997 en la desembocadura del río Almond en Cramond, Edimburgo, Reino Unido.

## Características
Representa a un prisionero atado antes de ser devorado por una leona. Se conserva la parte superior del torso y la cabeza del prisionero, con la leona de gran tamaño detrás de él, hundiendo sus dientes en el cráneo.
La obra es interpretada como una escultura romana importada a Escocia para servir como parte de la tumba de un comandante militar romano o dignatario, y conectada al cercano Fuerte Romano de Cramond. La ubicación de dicha tumba y cómo la escultura llegó al río son desconocidas.

## Exposición
La escultura se conserva actualmente en el Museo de Escocia en Edimburgo. En 2003, se dieron a conocer los planes para que la escultura fuera trasladada a un nuevo centro arqueológico en la fortaleza romana en Cramond, si bien esta propuesta estaba todavía en la etapa de planificación inicial en 2008.